# Genova Via di Francia
Genova Via di Francia (wł. Stazione di Genova Via di Francia) – stacja kolejowa w Genui, w regionie Liguria, we Włoszech. Znajdują się tu dwa perony. Według klasyfikacji RFI ma kategorię srebrną.